# Trachymantis obesa
Trachymantis obesa är en bönsyrseart som beskrevs av Giglio-tos 1917. Trachymantis obesa ingår i släktet Trachymantis och familjen Mantidae. Inga underarter finns listade i Catalogue of Life.